# 27985 Реманцакко
27985 Реманцакко (27985 Remanzacco) — астероїд головного поясу, відкритий 2 листопада 1997 року.
Тіссеранів параметр щодо Юпітера — 3,292.